# Уральский государственный технический университет
Ура́льский госуда́рственный техни́ческий университе́т — УПИ́ и́мени Б. Н. Е́льцина (УГТУ-УПИ, до 1992 года — Уральский политехнический институт, до 2008 года носил имя С. М. Кирова) — высшее учебное заведение в Екатеринбурге. В 2010 году при объединении с Уральским государственным университетом им. А. М. Горького преобразован в Уральский федеральный университет.

## Об университете

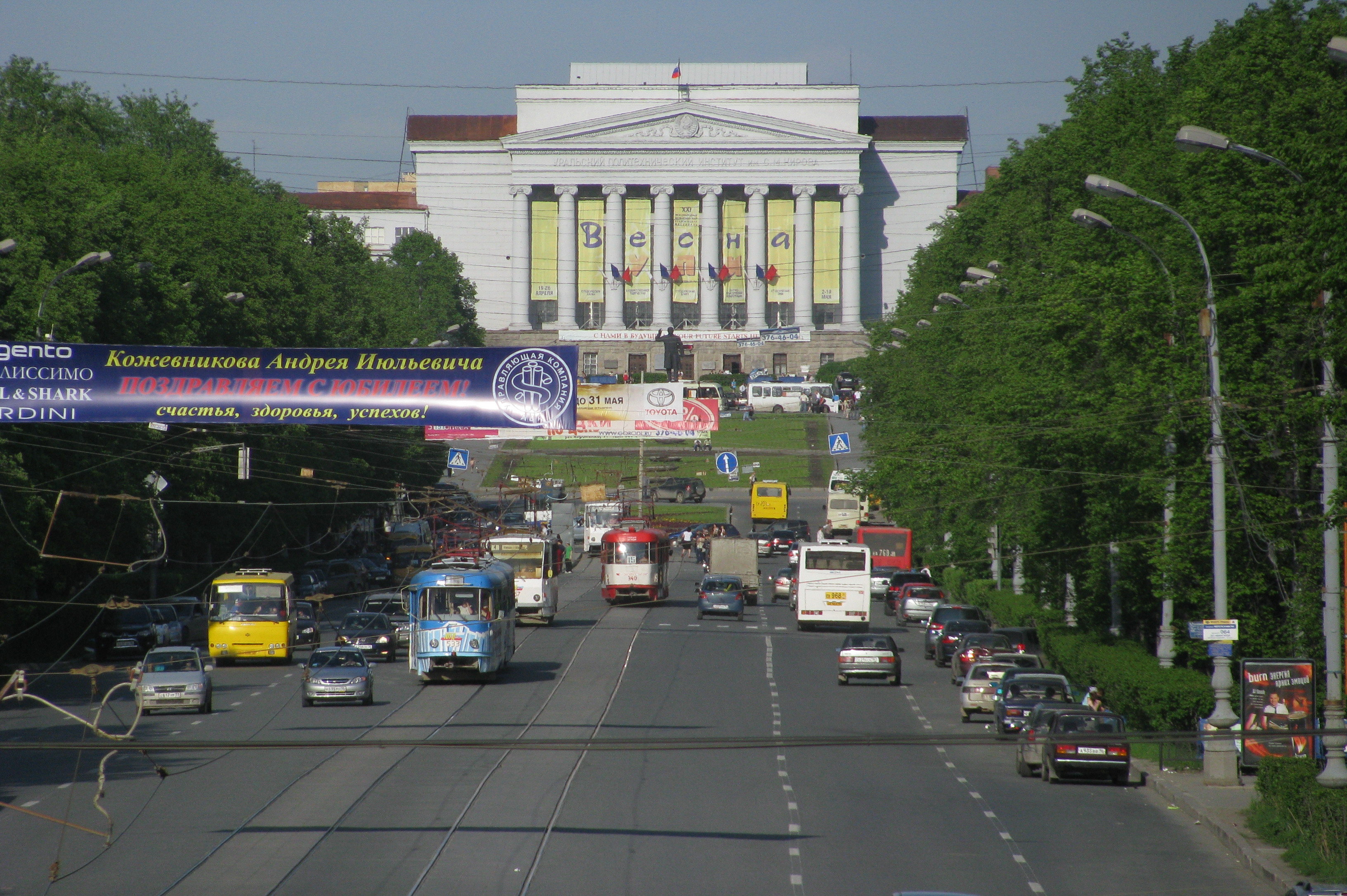
Вид на главный учебный корпус УГТУ-УПИ со стороны проспекта Ленина

- Педагогический персонал численностью 2 171 человек, среди которых более 310 докторов наук, профессоров и 1124 кандидатов наук, доцентов.
- 39 100 студентов (из них 23100 на факультетах очной формы обучения).

## Прежние названия
- 19 октября 1920 — 15 мая 1925 — Уральский Государственный Университет
- 15 мая 1925 — 5 мая 1930 — Уральский политехнический институт
- 22 июня 1934 — 17 декабря 1934 — Уральский индустриальный институт
- 17 декабря 1934 — 20 февраля 1948 — Уральский индустриальный институт имени С. М. Кирова
- 20 февраля 1948—1967 — Уральский политехнический институт имени С. М. Кирова
- 1967 — 24 декабря 1992 — Уральский ордена Трудового Красного Знамени политехнический институт имени С. М. Кирова
- 24 декабря 1992 — 12 мая 2000 — Уральский государственный технический университет
- 12 мая 2000 — 23 апреля 2008 — Уральский государственный технический университет — УПИ
- 23 апреля 2008 — 4 июня 2010 — Уральский государственный технический университет — УПИ имени первого президента России Б. Н. Ельцина
- 2010 — Уральский федеральный университет имени первого президента России Б. Н. Ельцина (после преобразования)

Фактически сокращение «УГТУ-УПИ» применяется с середины 1990-х годов.

## История

Логотип

### Предпосылки создания вуза
В 1894—1896 годах на страницах издаваемых тогда газет оживлённо дебатировалось предложение об организации на Урале технического вуза. Деятели земства, Уральского общества любителей естествознания активно обсуждали вопрос о типе и программе высшей школы, месте её учреждения и источниках финансирования. В правительственные органы было направлено несколько ходатайств об этом. Д. И. Менделеев выступал с широкой программой создания на Урале системы подготовки специалистов для промышленности. Однако эти проекты не были реализованы, поскольку горнозаводчики Урала отказывались выделять средства для этих целей. На решение вопроса о высшей технической школе на Урале отрицательно повлияла и экономическая отсталость Урала. Низкий технический уровень уральской металлургии, которая базировалась на древесном топливе и велась в мелкозаводском масштабе, сохранение старой техники тормозили и численный рост интеллигенции.
Экономический кризис, разразившийся в начале XX века, резко отрицательно сказался на горнозаводской промышленности Урала. В годы кризиса и депрессии (1900—1909) владельцы заводов южной промышленности страны повели широкое наступление на традиционные уральские рынки. Новое строительство прекратилось, старело оборудование, закрывались заводы. В 1909 году выплавка чугуна на Урале упала до уровня середины XIX века. Кризисные явления и депрессия были преодолены только в 1910 году. Общий экономический подъём, переживаемый промышленностью страны в целом, распространился и на горнозаводскую промышленность Урала. В связи с высоким спросом на металлургическую продукцию многие заводы расширяли производство, обновляли оборудование, увеличивали количество рабочих. В начале XX века усилился поток ходатайств об открытии вузов по подготовке инженеров на Урале. Только в 1910—1911 годах было направлено более двух десятков прошений.
Председатель Совета министров П. А. Столыпин, посетивший в сентябре 1910 года Екатеринбург, в письме министру торговли и промышленности отмечал, что он

вынес убеждение в невозможности откладывать далее разрешение вопроса об учреждении на Урале высшего технического учебного заведения.
— 

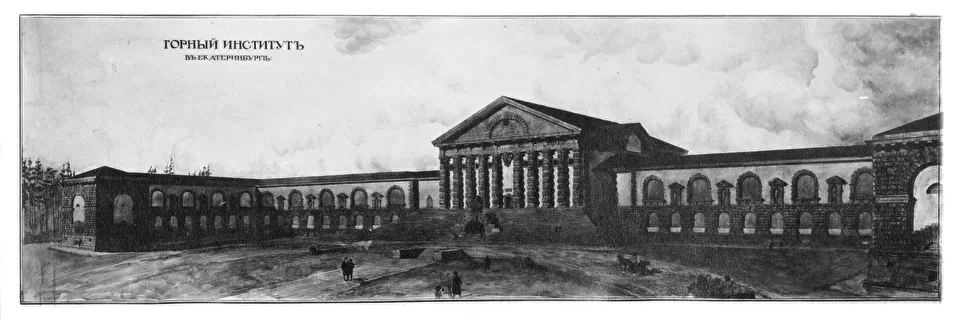
Проект здания Горного Института, братья Бернардацци, 1910—1914 гг.

Закон об открытии горного института был утверждён 3 июля 1914 года. Согласно ему планировалось открыть 14 кафедр: математики, теоретической механики, физики, химии, прикладной геологии, прикладной механики, электротехники, металлургии. Курс обучения был рассчитан на 4 года. В штате института могло состоять 19 ординарных и экстраординарных профессоров, 15 штатных преподавателей, 6 лекторов. Однако институт в 1914 г. не был открыт, и приём студентов не был разрешён. Подготовительные работы по организации вуза затянулись ещё на несколько лет.

### Ранние годы
Университет был учреждён в соответствии с декретом Совета Народных Комиссаров «Об учреждении Уральского Государственного университета» от 19 октября 1920 года. Фактически он открылся в здании бывшего Уральского горного института императора Николая II, утверждённого 3(16) июля 1914 года и открытым в январе 1917 года. В апреле 1917 года занятия в институте были прекращены. Возобновилась работа института 9(22) октября 1917 года. Основная часть студентов и преподавателей (в том числе и ректор П. П. фон Веймарн) эвакуировалась в июле 1919 года во Владивосток вместе с войсками Колчака, разграбив мебель и оборудование. Официальное открытие университета состоялось 8 января 1921 г.
В состав Уральского государственного университета входили:
- Горный институт (геологоразведочный и металлургический (до 1921 г.) факультеты),
- Политехнический институт (механический, химический, инженерно-лесной и металлургический (с 1921 г.) факультеты),
- Медицинский институт,
- Педагогический институт,
- Сельскохозяйственный институт (фактически не был создан),
- Институт общественных наук,
- Рабочий факультет[8].

Разруха, неурожай, голод 1921 года в Поволжье не позволили Советской власти найти достаточно средств на развитие высшего образования. В 1922 г. на все вузы страны было выделено столько финансирования, сколько раньше получал один Московский университет. Государственное снабжение Уральского университета составляло половину от потребностей, остальные средства отчисляли местные промышленные предприятия, шахты, рудники. Зимой 1921—1922 гг. разразился продовольственный и топливный кризис, задерживалась выдача заработной платы, пайков и топлива. Начался отток научных сил: ушли в промышленность специалисты, чья научная деятельность была тесно связана с производством; часть профессуры вернулась в Москву и Петроград.
В 1922 году деление на институты было ликвидировано, в составе университета осталось 3 факультета: химико-металлургический (включавший в себя также химическое и инженерно-лесное отделения), горный и медицинский. В 1924 году медицинский факультет был передан Пермскому государственному университету. Первый выпуск в университете состоялся в 1924 году и дал стране шесть инженеров. 15 мая 1925 года постановлением Совета Народных комиссаров РСФСР Уральский Государственный Университет был переименован в Уральский политехнический институт (УПИ). В последующие годы в институте были созданы (или восстановлены) факультеты: геологоразведочный, рудничный, лесопромышленный, механический. В 1929 году создан строительный факультет, а химико-металлургический разделён на химический и металлургический факультеты.
Начиная с 1923 года благодаря процентным отчислениям уральской промышленности на нужды технических факультетов Уральского университета материальное положение студентов стало улучшаться.
В 1925—1928 годах институт развивался сравнительно медленно, а выпуски были незначительными. В 1925 году было выпущено 17 инженеров; 1926 — 32, 1927 — 20; 1928 — 64.
В 1926 году в связи с разработкой Генерального плана развития хозяйства региона на период 1927—1941 годов были определены и перспективы развития УПИ. Возросло число принимаемых
на 1-й курс студентов. В 1927 году в вузе обучалось уже более 1 тысячи студентов (в том числе на химико-металлургическом факультете — 550, горном — 345, лесопромышленном — 197). В 1929 году число студентов института составляло 1790 человек.

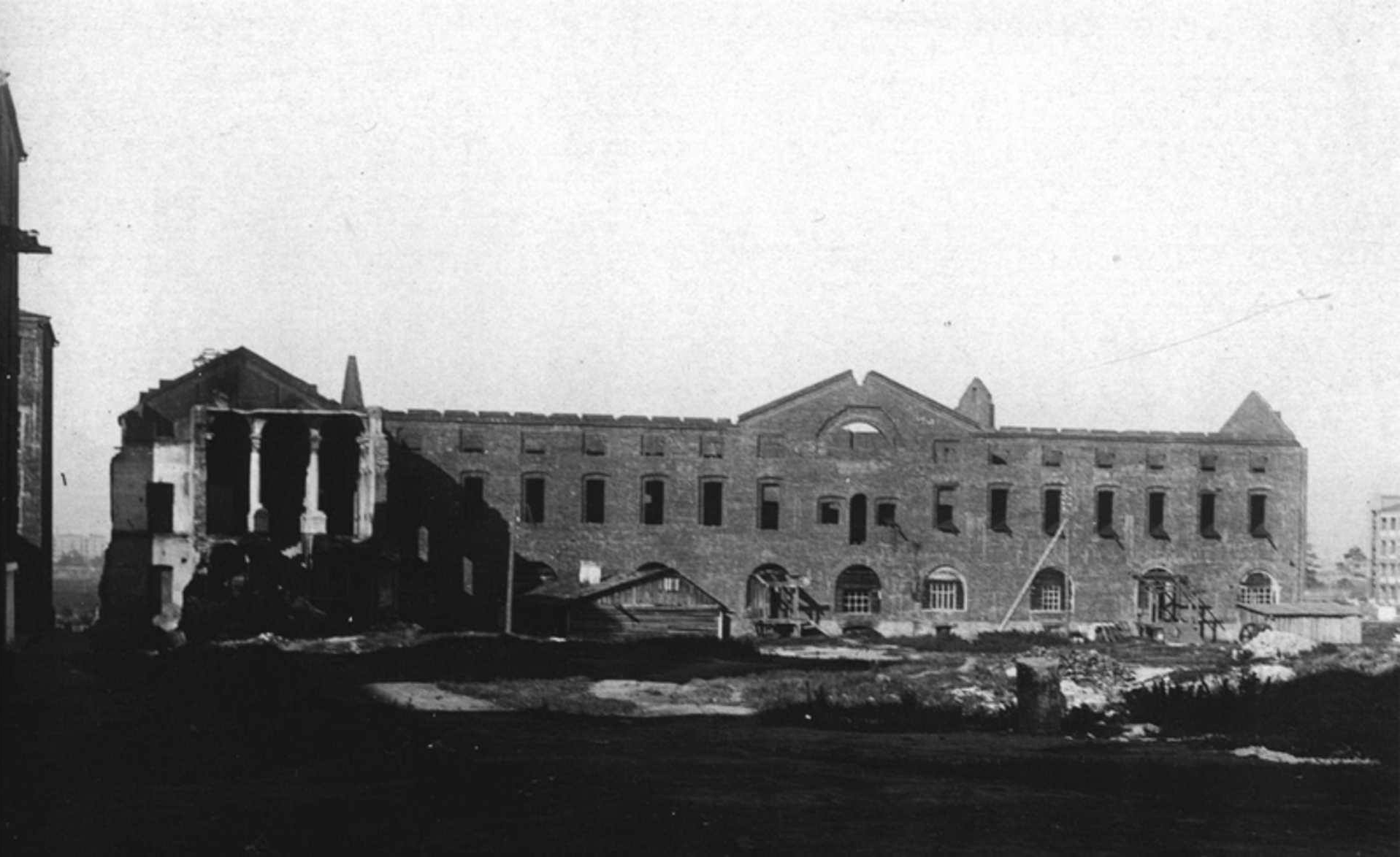
Недостроенное здание Горного Института на месте УПИ

В 1929 году Народным Комиссариатом просвещения был объявлен Всесоюзный конкурс на составление проекта зданий для Уральского политехнического института. Техническое задание предусматривало рабочую площадь помещений УПИ в 44 230 м2, в шести корпусах. Рекомендовалось также использование недостроенного здания Горного института. Лучший проект поступил из Парижа, но стоимость зданий по нему оказалась на 15—20 % выше, чем по отечественным проектам, и ему была присуждена лишь вторая премия. Позднее выяснилось, что авторами парижского проекта были два киевских архитектора, находившихся в заграничной командировке. Первой премии был удостоен проект советского архитектора С. Е. Чернышёва. Ни один проект, в котором выполнялось требование об использовании недостроенного здания Горного института, не был премирован. Широкое строительство зданий для УПИ, составивших ядро будущего Втузгородка, развернулось уже в начале 1930-х годов.

### Разделение на институты

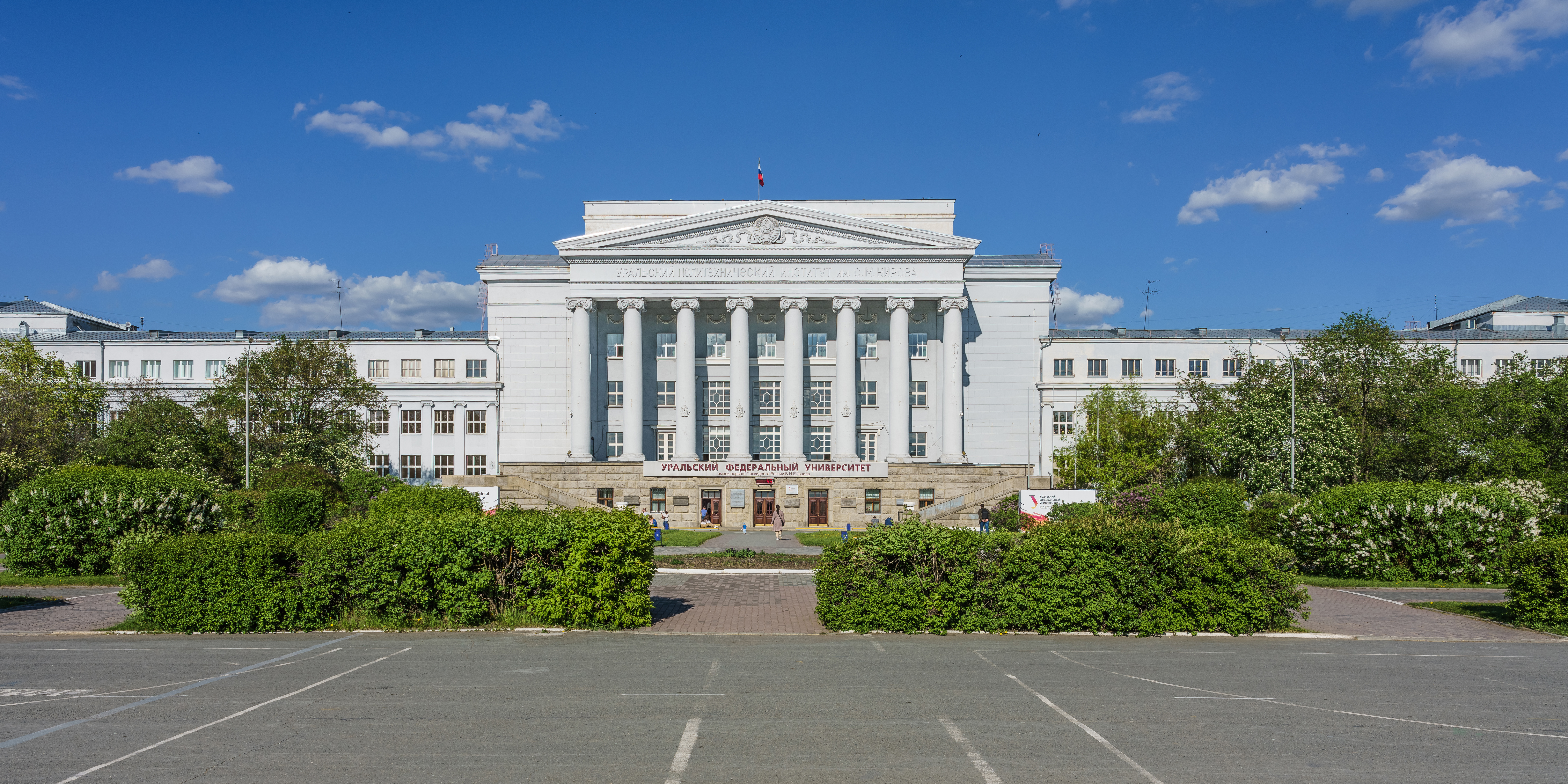
Вид на главный учебный корпус УГТУ-УПИ

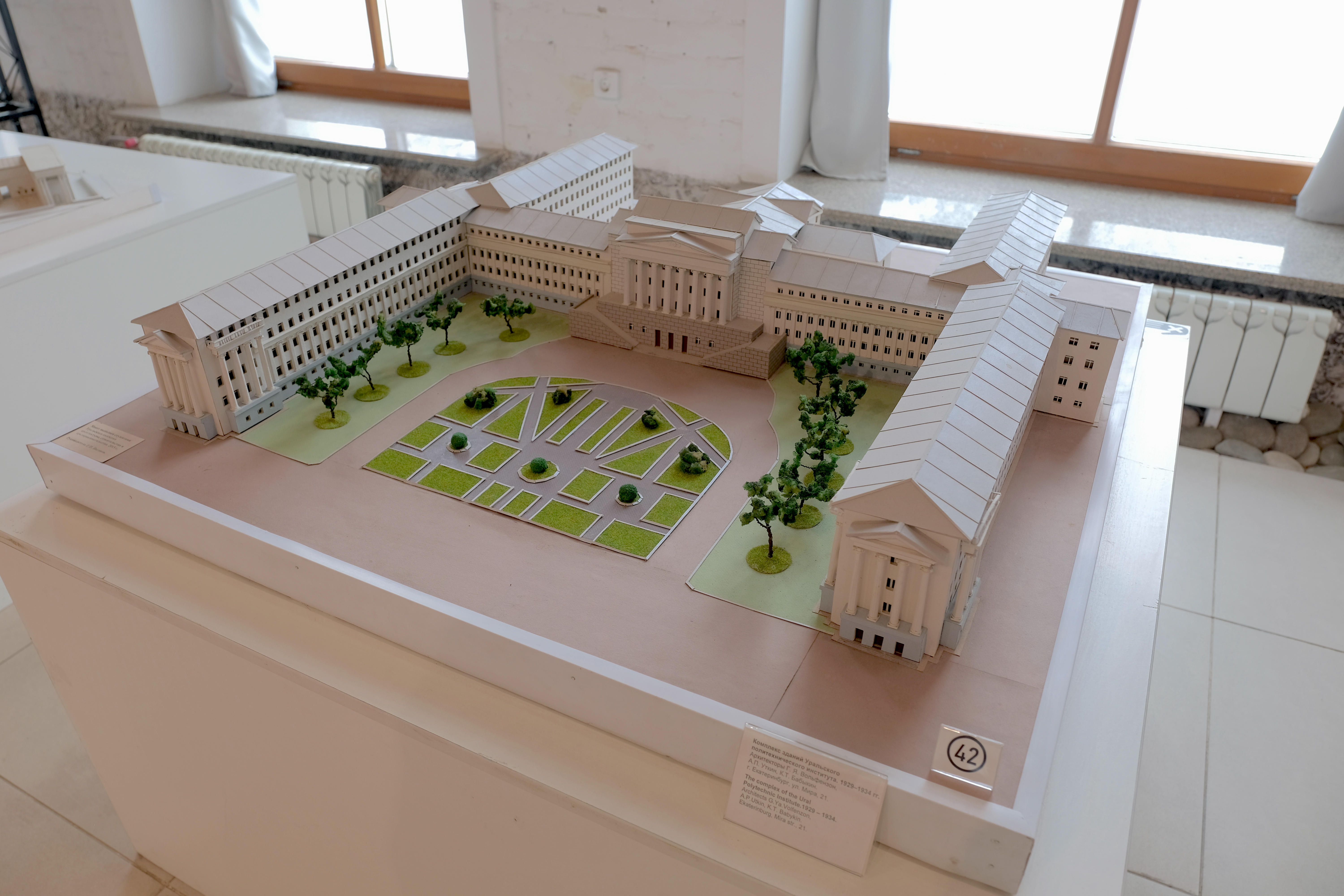
Модель главного корпуса в Музее УрГАХУ

Интерьеры главного корпуса
В 1930 в ходе реформы высшего образования (Постановление ЦИК СССР и СНК СССР от 23 июля 1930 г. «О реорганизации вузов, техникумов и рабфаков») УПИ был разделён на 10 институтов (втузов):
- Уральский институт чёрных металлов,
- Уральский институт цветных металлов,
- Уральский горный институт,
- Геологоразведочный институт,
- Химико-технологический институт,
- Уральский механико-машиностроительный институт,
- Энергетический институт,
- Строительный институт,
- Уральский лесотехнический институт,
- Физико-механический институт,
- Учебный военный центр[15].

Институты обладали слабой материальной базой, пользование общими лабораториями было затруднено. Преподавательский состав УПИ был рассредоточен по 9 вузам. В среднем на институт приходилось 49 преподавателей. Квалифицированных кадров не хватало, было широко развито совместительство.
В конце 1920-х — начале 1930-х годов произошло усиление репрессивных действий в отношении студентов и профессорско-преподавательского состава. 5 января 1929 г. в газете «Уральский рабочий» была опубликована статья «Классовый враг проник в УПИ: сынки нэпманов, жандармов, белогвардейцев в институте». Через три дня в областной газете появилась новая статья «Чужаки изощряются», в которой приводился длинный список «студентов-чужаков» в УПИ. В заметке от 13 ноября 1929 г. «Чужаки вычищены из УПИ» назывались фамилии студентов, исключённых из вуза. В 1930 году репрессирован был в нашем институте профессор металлург И. А. Соколов, который пользовался известностью как в нашей стране, так и за рубежом.
В 1931 году физико-математический, химический и геологический факультеты объединились в Свердловский государственный университет, впоследствии ставший Уральским государственным университетом (УрГУ). Эти два вуза сосуществовали в Свердловске (Екатеринбурге) до 2011 года, когда были объединены в один Уральский федеральный университет.

### УИИ — УПИ
22 июня 1934 г. УПИ был воссоздан на базе 7 из 10 втузов и стал называться Уральским индустриальным институтом (УИИ). В его составе были факультеты: чёрных металлов, цветных металлов, химико-технологический, энергетический, строительный, машиностроительный, физико-механический (ликвидирован в 1935 году). 17 декабря 1934 г. постановлением Президиума ЦИК СССР институту присвоено имя С. М. Кирова. Коренные изменения претерпела и сеть филиалов отраслевых институтов. 20 из них были преобразованы в учебно-консультационные пункты и фабрично-заводские технические курсы. Остался лишь филиал в Магнитогорске, который позднее был преобразован в самостоятельный Горно-металлургический институт. В 1935 г. создан инженерно-экономический факультет УИИ (с 1993 г. — факультет экономики и управления). В 1936 г. открыта военная кафедра (с 1993 г. — факультет военного обучения (с 2004 г. — в составе Института военно-технического образования и безопасности).
В 1939 году в Уральском индустриальном институте обучались 4076 студентов, более 90 % которых получали стипендии; в вузе работали 11 докторов наук и 67 кандидатов наук. В 1941 году — 5069 студентов, в том числе без отрыва от производства 1481.

### Великая Отечественная война
23 июня 1941 года в актовом зале института начался митинг. Коллектив института объявил себя мобилизованным для выполнения любого задания партии и Советского правительства. Первые комсомольцы участвовали в боях на Десне. Студенты старших курсов не подлежали мобилизации, однако многие настояли на своём, и пятьдесят студентов после окончания курсов Черкасского пехотного училища ушли на фронт. Они вступили в схватку с врагом под Москвой, а затем воевали на различных фронтах. В отрядах всеобщего военного обучения к декабрю 1941 года было подготовлено 280 стрелков, 36 снайперов, 58 бойцов-истребителей танков, более 500 пулемётчиков и свыше 1000 бойцов лыжников.
Всего на фронтах Великой Отечественной войны сражалось более 2000 человек. Одиннадцати выпускникам, преподавателям и студентам УПИ страна присвоила звание Героя Советского Союза.
Со 2-й половины 1941 года научные работы УИИ были ориентированы на нужды военной промышленности. Разрабатывались новые методы плавки сталей, штамповки гильз снарядов с меньшим количеством брака, новые процессы получения алюминия, никеля и кобальта, методы сварки броневой стали трёхфазной дугой. Также учёные института занимались проектированием станков, разработкой новых материалов, синтезом лекарственных средств, давали рекомендации по снижению расхода электроэнергии на производственные процессы.
В конце 1943 года в институте трудились 360 научных работников, а число студентов составляло 3565 человек. В этом же году более трёхсот выпускников института вернулись с фронта, получив тяжёлые ранения и побывавшие в госпиталях.
В честь погибших в боях студентов, преподавателей и сотрудников УПИ на площади им. С. М. Кирова воздвигли памятник, открытый 9 мая 1961 года.

### После Великой Отечественной войны
В числе первых вузов страны УПИ было поручено готовить специалистов для социалистических стран. Здесь обучалось наибольшее после Ленинградского университета число иностранных студентов. Первые группы прибыли осенью 1946 г. В октябре приступили к учёбе 127 человек: 110 из Корейской Демократической Республики и 17 из стран юго-восточной и центральной Европы. Это были молодые люди с интересными биографиями. Среди них немало активных участников революционного движения и борьбы против фашизма. В 1952 г. в институт приехала группа студентов из Китайской Народной Республики.
В 1947 г. была открыта первая на Урале архитектурная специальность, а в 1950 г. — организована кафедра городского строительства и хозяйства. В 1948 г. в институте появился первый студенческий строительный отряд. В том же году УИИ был снова переименован в Уральский политехнический институт (УПИ). В мае 1949 г. начались занятия на физико-техническом факультете, созданном для подготовки специалистов в области развивающейся атомной промышленности и энергетики. В 1950 г. создан факультет технологии цемента (с 1953 г. — факультет строительных материалов, с 1960 г. — факультет технологии силикатов, с 1993 г. — факультет строительного материаловедения). 25 февраля 1952 г. открыт радиотехнический факультет. В 1964 г. энергетический факультет преобразован в электротехнический, часть его выделена в теплоэнергетический факультет. 7 января 1967 г. УПИ награждён орденом Трудового Красного Знамени.
В 1968 г. институт отметил выпуск 50-тысячного инженера. В 1976 г. создан факультет общественных наук (с 1991 г. — факультет гуманитарного образования). В том же году выпущен 75-тысячный инженер. В 1983 г. выпущен 100-тысячный инженер. В 1988 г. на базе кафедры физического воспитания создан факультет физической культуры (с 2004 г. — в составе Института физической культуры, социального сервиса и туризма).

### УГТУ

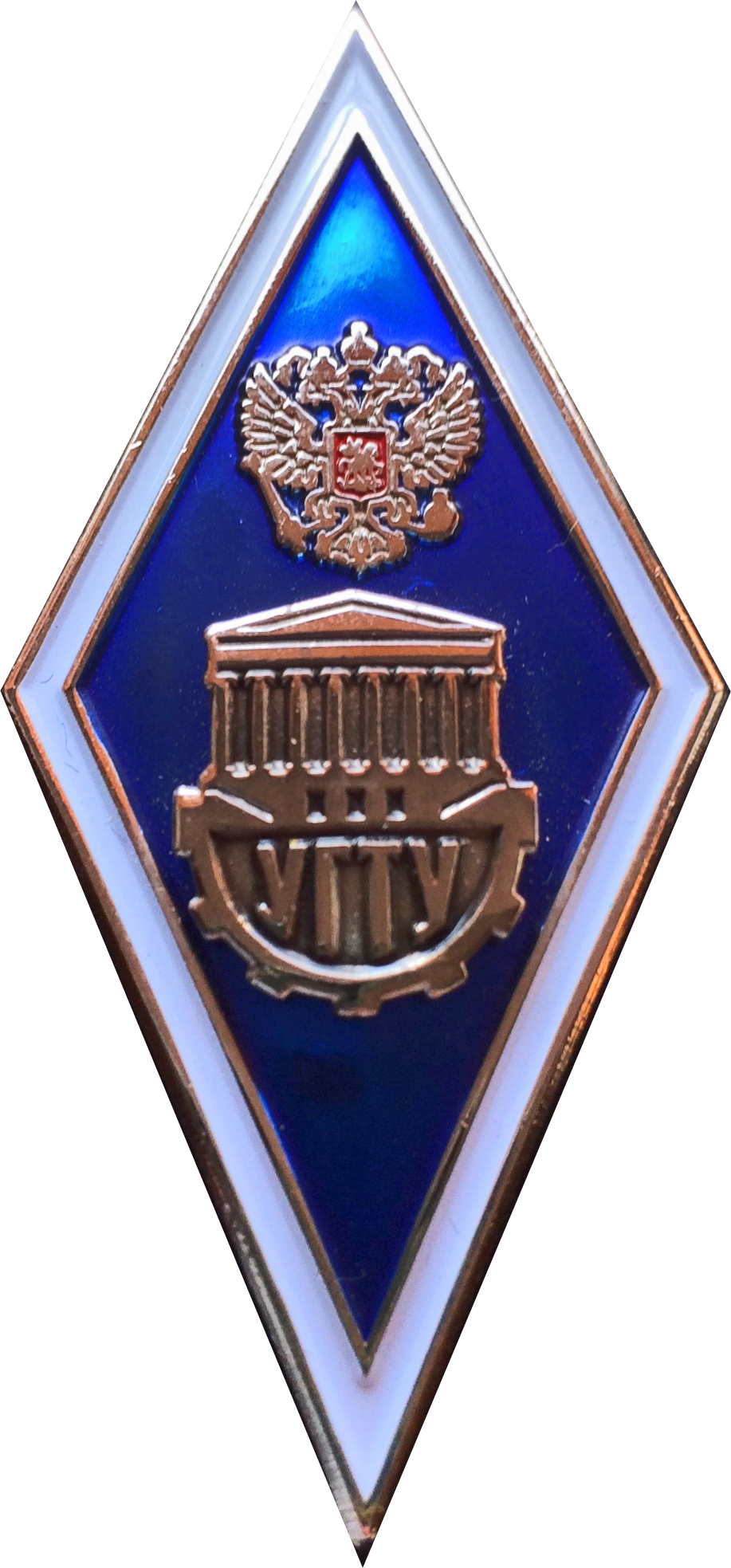
Нагрудный знак выпускника УГТУ-УПИ

24 декабря 1992 г. УПИ преобразован в Уральский государственный технический университет (УГТУ) (приказ Министерства науки, высшей школы и технической политики РФ от 24.12.92 г. № 1133).
В октябре 1995 г. УГТУ отметил своё 75-летие. Был разработан и принят Устав университета, появились свой флаг, герб, гимн. Были воздвигнуты стелы в память героев Советского Союза и «афганцев» — студентов, выпускников, преподавателей и сотрудников УПИ. В 1998 году выпустился 150-тысячный инженер. В стране подготовил больше специалистов только один Московский университет.
В 2004—2005 гг. в университете произошёл ряд структурных изменений:
- на базе факультета военного обучения создан Институт военно-технического образования и безопасности (ИВТОБ);
- на базе факультета физической культуры создан Институт физической культуры, социального сервиса и туризма (ИФКССиТ);
- радиотехнический факультет преобразован в Радиотехнический институт — РТФ.

В 2007 г. с 13 по 15 июня в УГТУ-УПИ прошли финальные мероприятия, посвящённые выпуску УГТУ-УПИ 200 000 специалиста. 19 декабря 2007 года ректором университета избран профессор А. И. Матерн. 23 апреля 2008 года университету присвоено имя Б. Н. Ельцина.
По состоянию на 2008 год научно-педагогический персонал УГТУ-УПИ включал 16 действительных членов Российской академии наук, 400 докторов наук, 1500 кандидатов наук. В вузе обучалось 43 тысячи студентов, из них 25 тысяч по очной форме.

## Ректоры (в 1934—1953 гг. — директора)
- Маковецкий Александр Евменьевич (1920—1921)[29]
- Пинкевич Альберт Петрович (1920—1921)
- Дидковский Борис Владимирович (1921 — ноябрь 1923)
- Алфёров Владимир Васильевич (ноябрь 1923 — ноябрь 1924)
- Бессонов Сергей Алексеевич (ноябрь 1924—1927)
- Меницкий Иван Антонович (октябрь 1927 — июнь 1928)
- Александров Аршак Семёнович (октябрь 1928 — февраль 1930)
- Голышев Александр Яковлевич (февраль — май 1930)
- Крюков Иван Николаевич (июнь 1934—1935)
- Шрейбер Георгий Яковлевич (август 1935 — апрель 1937)
- Пруденский Герман Александрович (и. о. директора в апреле — октябре 1937)
- Качко Аркадий Семёнович (октябрь 1937 — июль 1951)
- Пруденский Герман Александрович (июль 1951 — июнь 1955)
- Сиунов Николай Сергеевич (июнь 1955 — март 1966)
- Заостровский Фёдор Петрович (март 1966 — февраль 1986)
- Набойченко Станислав Степанович (февраль 1986 — декабрь 2007)
- Матерн Анатолий Иванович (декабрь 2007 — июнь 2010)

## Известные выпускники и преподаватели
- См. Категория:Выпускники Уральского технического университета
- См. Категория:Преподаватели Уральского государственного технического университета

## Факультеты

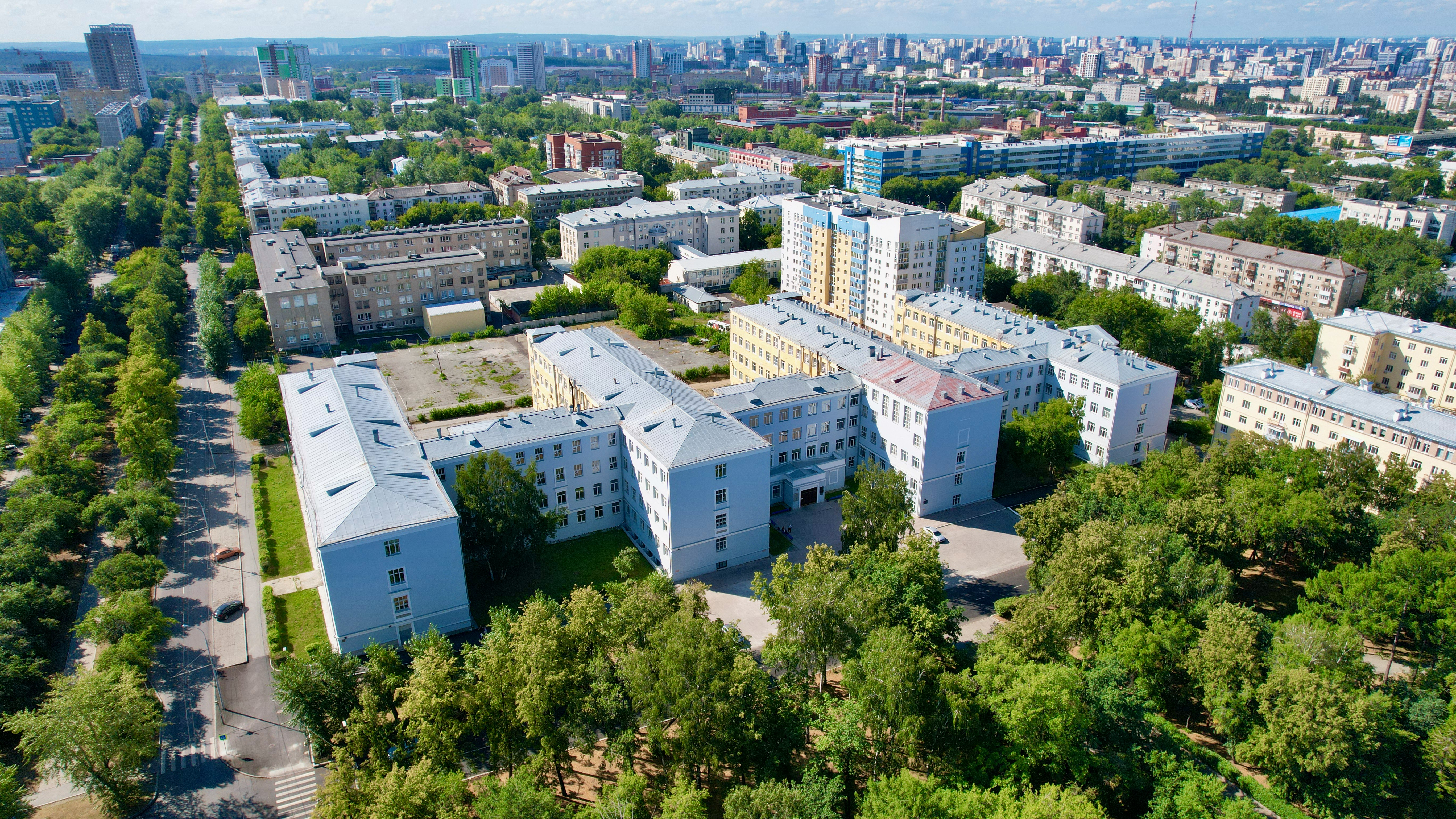
Здание металлургического и химико-технологического факультетов

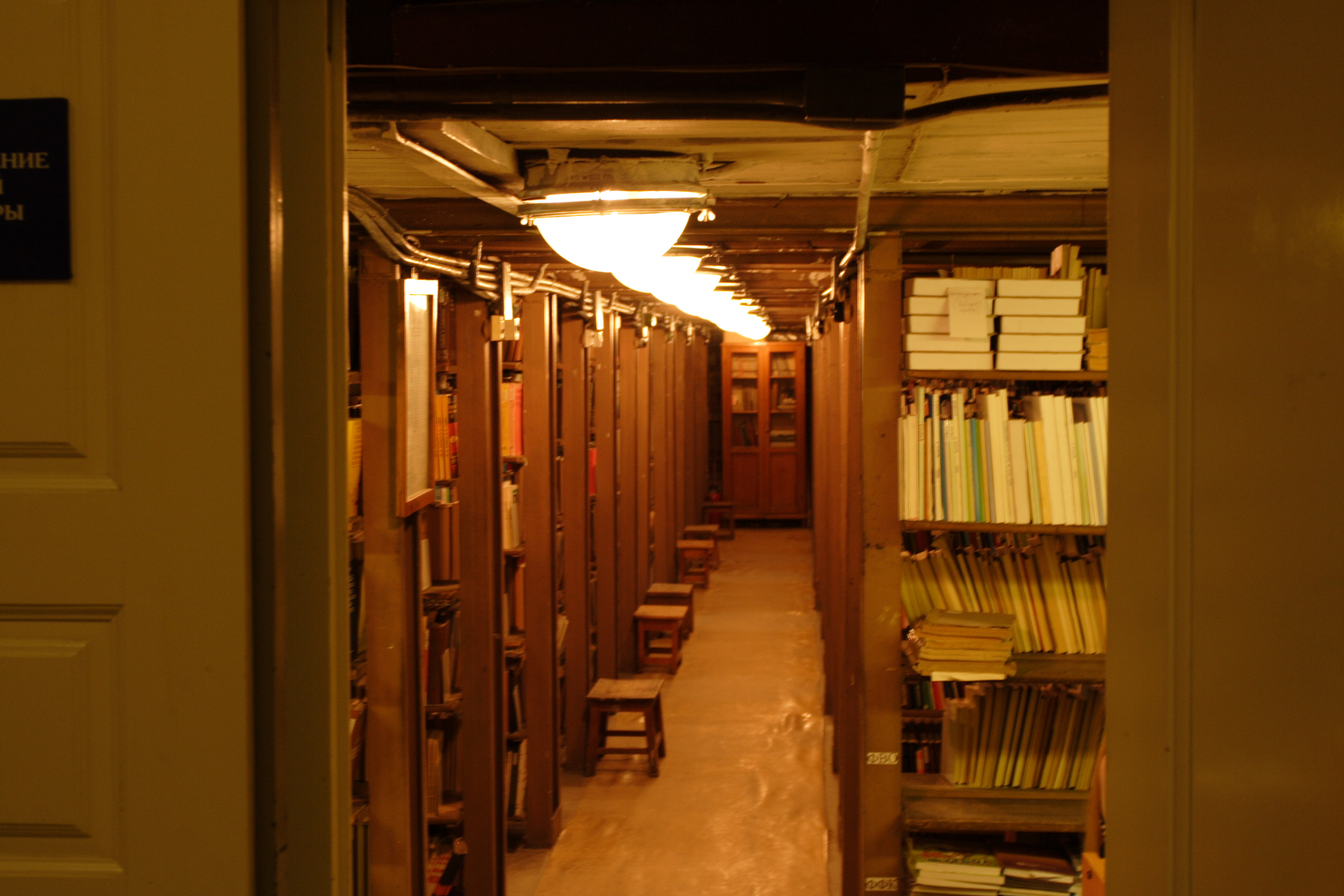
В архивах УГТУ

- Институт военно-технического образования и безопасности
- Институт физической культуры, социального сервиса и туризма
- Металлургический факультет
- Механико-машиностроительный факультет
- Радиотехнический институт — РТФ
- Строительный факультет
- Теплоэнергетический факультет
- Факультет строительного материаловедения
- Факультет гуманитарного образования
- Факультет дистанционного образования
- Факультет информационно-математических технологий и экономического моделирования
- Факультет непрерывных технологий в образовании
- Факультет ускоренного обучения
- Факультет экономики и управления
- Физико-технический факультет
- Химико-технологический факультет
- Электротехнический факультет
- Институт естественных наук и математики
- Учебный военный центр

## Институты

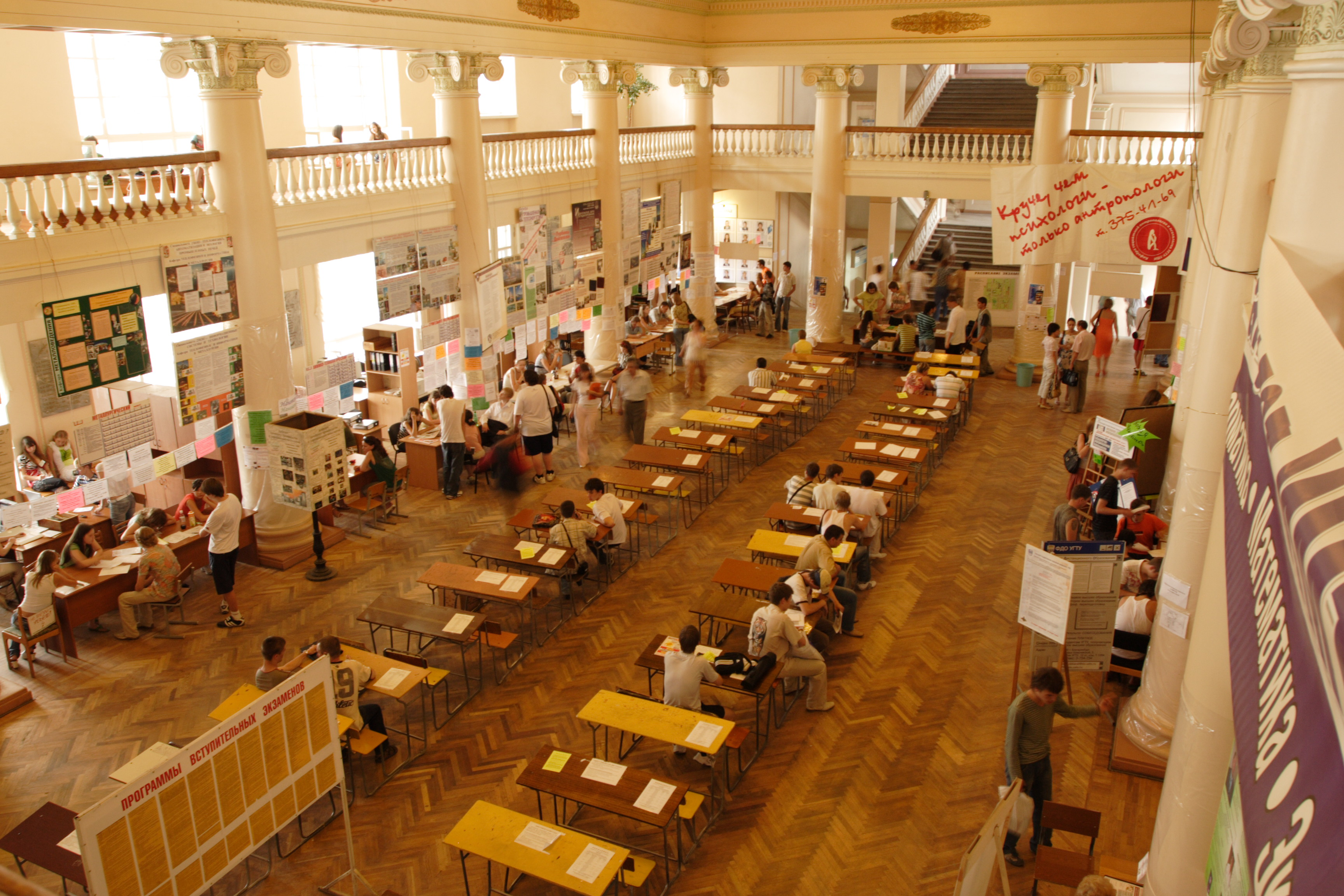
Работа отборочных комиссий УГТУ-УПИ

- Институт автомобильного транспорта
- Институт образовательных информационных технологий
- Институт военно-технического образования и безопасности
- Институт инноватики и маркетинга
- Институт физической культуры, социального сервиса и туризма
- Нижнетагильский технологический институт (филиал УГТУ-УПИ)
- Строительный институт
- Институт дополнительного образования и профессиональной переподготовки (ИДОПП)
- Институт информатики, радиоэлектроники и связи
- Политехнический институт в г. Каменске-Уральском (филиал УГТУ-УПИ)
- Уральский энергетический институт

## Филиалы
- Филиал в г. Верхней Салде
- Филиал в г. Ирбите
- Филиал в г. Краснотурьинске
- Филиал в г. Красноуральске
- Филиал в г. Невьянске
- Филиал в г. Первоуральске
- Филиал в г. Серове
- Филиал в г. Сысерти
- Филиал в г. Чусовом
- Филиал в г. Каменске-Уральском

## Спорт и туризм
В 1959 туристическая группа, состоящая из студентов и выпускников УПИ, под руководством студента 5 курса Игоря Дятлова отправилась в горный поход. В результате тургруппа погибла в полном составе, а обстоятельства их гибели так и остались невыясненными.
Базой для занятий студентов спортом являются летний и зимний стадионы, 11 специализированных спортивных залов, 2 лыжные базы. Представители университета неоднократно становились победителями крупнейших спортивных международных соревнований, в том числе Олимпийских игр, Всемирных универсиад, чемпионатов мира, Европы. Среди первых покорителей высочайшей вершины планеты Эверест в 1982 году — С. Ефимов и Е. Виноградский.
В университете созданы профессиональные спортивные клубы по баскетболу, мини-футболу, гандболу, лёгкой атлетике, скалолазанию, боксу. Только в 1996 году студенты завоевали 2 серебряные медали на Олимпийских играх (Атланта, США), 7 человек стали чемпионами мира. До 1995 года в университете подготовлено 5 заслуженных мастеров спорта, 20 мастеров спорта международного класса, 578 мастеров спорта, 4889 кандидатов в мастера спорта и спортсменов I разряда. Созданы 4 команды мастеров Высшей лиги России.

## Награды
- Орден Трудового Красного Знамени (07.01.1967) — за успехи в подготовке инженерных кадров для народного хозяйства и развитие научных исследований;
- Орден Трудового Красного Знамени (Монголия) (10.02.1981) — за большие успехи в подготовке специалистов для Монгольской Народной Республики.

## Традиции
- 7 мая (день Радио) — ежегодно вечером 7 мая проводится шествие от радиотехнического факультета к памятнику А. С. Попова[37].
- Ежегодно в 3-е воскресенье мая совместно с городским турклубом проводится Майская прогулка.
- Ежегодно во вторые выходные апреля в стенах университета проводится фестиваль интеллектуальных игр «Каменный цветок»[38].
- Начиная с 1956 года в УПИ проводится Международный Студенческий Фестиваль «Весна-УПИ». Фестиваль проходит два раза в пять лет[39][33].